# New York Breakers
Los New York Breakers (en español: Rompedores de Nueva York) son un equipo estadounidense de natación profesional, que participa en la Liga Internacional de Natación. Tiene sede en la ciudad de Nueva York y se fundó en 2019.

## Historia

Sudán, último rinoceronte blanco del norte y símbolo del equipo.

La franquicia es una de las fundadoras de la ISL, habiéndose formado en 2019. En su escudo tiene un dibujo de Sudán, el último macho de la subespecie rinoceronte blanco del norte y que falleció en 2018.
Para la temporada 2019 los Breakers tenían uno de los equipos culturalmente más diversos de la liga, después del francés Energy Standard con atletas de 11 países diferentes.
En la segunda edición, la franquicia reemplazó a seis nadadores australianos por la prohibición australiana de salir del país.

## Plantel 2021
Se indica solo el estilo más destacado del nadador.

### Mujeres
| Nadadora             | Edad    | Estilo   |
| -------------------- | ------- | -------- |
| Svetlana Chimrova    | 28 años | Crol     |
| Kornelia Fiedkiewicz | 23 años | Medley   |
| Lucy Hope            | 28 años | Crol     |
| Ajna Késely          | 23 años | Crol     |
| Ana Monteiro         | 31 años | Mariposa |
| Alicja Tchórz        | 32 años | Espalda  |
| ¿?                   | 29 años | ¿?       |
| ¿?                   | 29 años | ¿?       |
| ¿?                   | 29 años | ¿?       |
| Marrit Steenbergen   | 25 años | Crol     |
| ¿?                   | 29 años | ¿?       |
| ¿?                   | 29 años | ¿?       |
| ¿?                   | 29 años | ¿?       |
| ¿?                   | 29 años | ¿?       |
| ¿?                   | 29 años | ¿?       |
| Daryna Zevina        | 30 años | Espalda  |

### Varones
| Nadador          | Edad    | Estilo |
| ---------------- | ------- | ------ |
| Brandonn Almeida | 27 años | Medley |
| Jakub Kraska     | 24 años | Crol   |
| Meiron Cheruti   | 27 años | Crol   |
| Stan Pijnenburg  | 28 años | Crol   |
| David Popovici   | 20 años | Crol   |
| James Wilby      | 31 años | Braza  |

## Desempeño
Durante la temporada inaugural en 2019, NY Breakers terminó 4º en Lewisville, Budapest y College Park, MD en las rondas preliminares y no pudo avanzar a la final en Las Vegas.